# Lumbin
Lumbin település Franciaországban, Isère megyében. Lakosainak száma 2157 fő (2022. január 1.). Lumbin Tencin, La Terrasse, Le Champ-près-Froges, Crolles, La Pierre, Froges és Plateau-des-Petites-Roches községekkel határos.

## Népesség
A település népességének változása:
| Lakosok száma | 395  | 709  | 936  | 1867 | 2108 | 2143 | 2136 | 2166 | 2178 | 2157 |
|               | 1968 | 1982 | 1990 | 2006 | 2013 | 2015 | 2017 | 2019 | 2020 | 2022 |

## Testvérvárosok
- Vipava, Szlovénia, 2005 óta